# Svenska Läkaresällskapets Kandidat- och underläkarförening

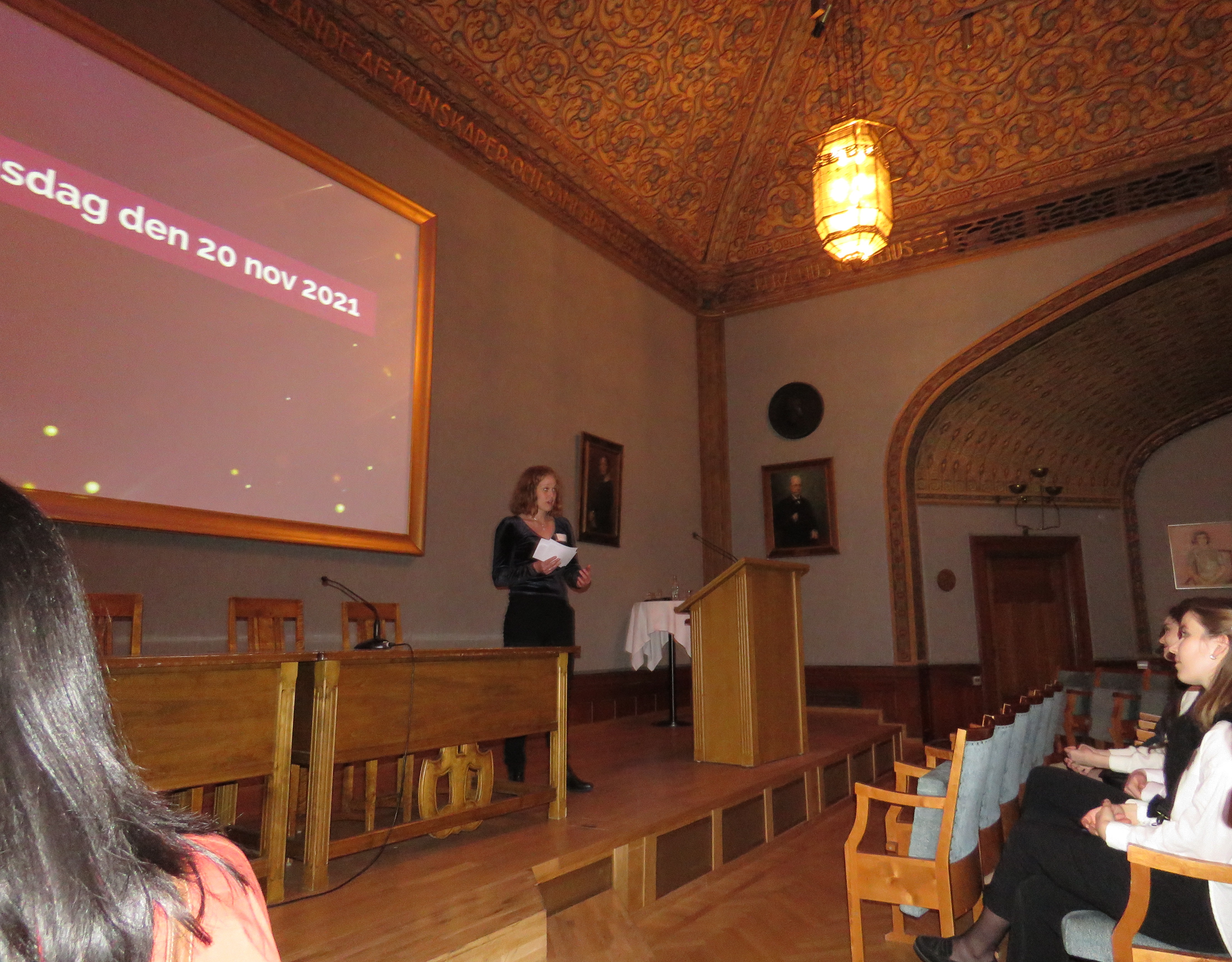
Sara Wide Gustafsson, ordförande för föreningen år 2021, öppnar medlemsdagen.

Svenska Läkaresällskapets Kandidat- och underläkarförening (SLS KUF) grundades år 2000 av medicinstudenterna Patrick E. Vigren, Ernesto Sparrelid och Mattias Sköld som en organisation för vetenskap och etik för läkarstudenter. 2002 togs föreningen upp som en officiell del av Svenska Läkaresällskapet.
Föreningen är nationell, vilket innebär att läkarstuderande i Sverige och underläkare innan legitimation i hela landet kan ansöka om medlemskap. Verksamheten drivs både nationellt och lokalt, med styrelserepresentanter på alla lärosäten med läkarutbildning, det vill säga Stockholm, Uppsala, Lund, Göteborg, Linköping, Örebro och Umeå.
Kärnverksamheten utgjordes tidigare uteslutande av så kallade "journal clubs" där lokala läkarstudenter träffas regelbundet och diskuterar aktuella medicinska ämnen med utgångspunkt i vetenskapliga artiklar. Med tiden har verksamheten utökats med sammankomster av olika slag. Idag anordnar driver föreningen flera olika projekt. På nationell nivå drivs intressegrupper inom ämnena etik, global hälsa, eHälsa, vetenskap och prevention. Föreningen har dessutom sedan hösten 2019 drivit The Swedish Global Health Podcast, tillsammans med Svenska Läkaresällskapets kommitté för Global Hälsa. På lokal nivå drivs arbetet av lokalordförande tillsammans med aktiva medlemmar. Samarbeten mellan olika poster och orter är mycket vanligt. 
Årsmötet och medlemsdagen är den enskilt viktigaste träffpunkten för lokalavdelningarna. Det är även under stämman som styrelsens poster inför nästkommande verksamhetsår tillsätts.
Kandidatföreningen finns representerad i Svenska Läkaresällskapets nämnd (styrelse) och i dess vetenskapliga och etiska delegationer.

## Aktiviteter och priser
KUF arbetar för att främja den personliga och professionella utvecklingen hos läkarstudenter och yngre läkare. Detta genom att anordna aktiviteter såsom föreläsningar, panelsamtal och masterclasses. Ämnen som diskuteras varierar mellan global hälsa, diskriminering inom vården, ojämn sjukvård, mat och hälsa, klimat och hälsa, forskningsetik, och mycket annat. Viktigt för föreningen är att diskutera de ämnen som är centrala för läkarens nutid och framtid, varför fokus även läggs på aktuella händelser, såsom Covid-19 pandemin och vaccinationsfrågan. Evenemangen som arrangeras sker både på lokal och nationell nivå. Under pandemin digitaliserades stora delar av föreningens arbete och mycket material spelades in och finns att se i efterhand på Svenska Läkaresällskapets Youtubekanal. 
Varje höst arrangeras enligt tradition Global Health Week. Här samarbetar sekreteraren för Global Hälsa tillsammans med samtliga lokalorter för att anordna en vecka med event som fokuserar på olika aspekter av global hälsa. Detta har under år 2020 och 2021 digitaliserats och därför genomförts på nationell nivå, med ett tema för samtliga orter. 
Året avslutas med medlemsdagen och årsmöte. Medlemmar från hela landet deltar under medlemsdagen, som tar plats i Svenska Läkaresällskapets hus i Stockholm City. Denna dag är fylld av olika gästföreläsningar, diskussioner och prisutdelning. Dagen avslutas med medlemsgalan som markerar verksamhetsårets avslut. Efterföljande dag sker årsmötet, där medlemmarna tillsammans med styrelsen går igenom det gångna året och väljer in nästkommande styrelse. 

### Priser
De priser som KUF årligen delar ut är följande:
- Asklepiospriset för bästa vetenskapliga artikel
- Asklepiospriset för bästa projektarbete
- Debattpriset Röst
- Etikpriset Columna

Utlysning sker under våren för Asklepiospriset och under hösten för Röst och Columna. Priserna delas ut vid en högtidlig ceremoni under medlemsdagen och galan, till vilken pristagarna är inbjudna.

### Stipendium
Tillsammans med Svenska Läkaresällskapet utlyser KUF introduktionsstipendium för medicinsk forskning. Stipendiet syftar att erbjuda intresserade studenter inom läkarprogrammet möjligheten att under sommaruppehållet på heltid följa arbetet i en forskargrupp under 1-2 månader. Ansökningsperioden sker tidigt på året, oftast januari-mars. 

## Styrelse
Styrelsen består av följande poster:
- Ordförande
- Vice ordförande
- Kommunikatör
- Programsekreterare
- Vetenskaplig sekreterare
- Medicinsk-etisk sekreterare
- Preventionssekreterare
- Global hälsa sekreterare
- Kvalitetssekreterare
- eHälsosekreterare
- Utbildningssekreterare
- Lokalordförande Göteborg
- Lokalordförande Linköping
- Lokalordförande Stockholm
- Lokalordförande Skåne
- Lokalordförande Umeå
- Lokalordförande Uppsala
- Lokalordförande Örebro
- Ledamot